# Rose Terry Cooke

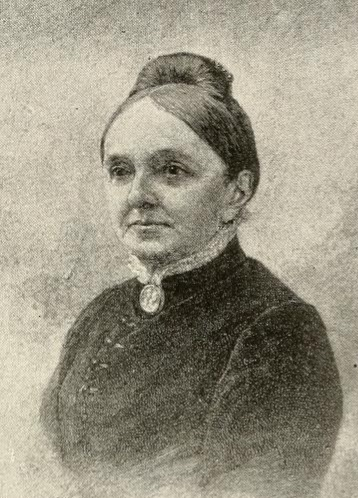
Rose Terry Cooke

Rose Terry Cooke (* 17. Februar 1827 in West Hartford; † 18. Juli 1892 in Pittsfield (Massachusetts)) war eine US-amerikanische Autorin und Dichterin.

## Leben
Rose, die Tochter des Bauern Henry Wadsworth Terry und dessen Ehefrau Anne Wright Hurlbut, absolvierte 1843 das Hartford Female Seminary und war darauf als Lehrerin in Hartford und in Burlington (New Jersey) tätig. Ebenfalls im Jahr 1843 trat sie der kongregationalistischen Kirche bei. Nachdem sie sich im Haushalt eines Geistlichen als Gouvernante versucht hatte, kehrte sie nach Hartford zurück und begann dort ihre literarische Laufbahn. 1851 wurden einige ihrer Gedichte in der New York Daily Tribune abgedruckt. Die erste Erzählung The Mormon's Wife, eine antimormonistische Schrift, erschien 1855 in Philadelphia bei George Rex Graham (1813–1894). Fortan veröffentlichte sie in Putnam's Magazine, in The Atlantic, in The Galaxy und in Harper’s Magazine. Thema ihrer Romane wurde das Landleben in Neuengland.
Am 16. April 1873 heiratete Rose Terry Rollin S. Cooke aus Winsted, einen um Jahre jüngeren Bankier und Unternehmer in der Stahlindustrie. Das Paar lebte in Winsted und Pittsfield.

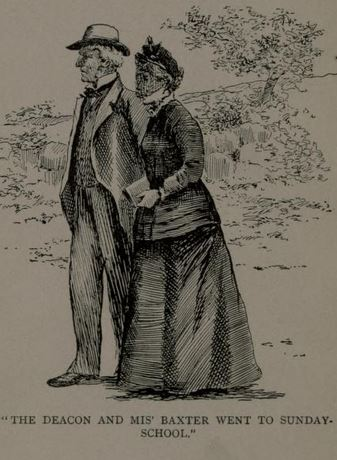
Illustration aus Deacon’s week: Auf dem Weg in die Sonntagsschule

## Werke (Auswahl)
- 1858: Maya, the Princess.
- 1878: Happy Dodd (archive.org).
- 1881: Somebody's Neighbors (archive.org).
- 1885: Root-bound.
- 1886: The Sphinx's Children and Other People's (archive.org).
- 1888: Poems (archive.org).
- 1888:  Unto Me.
- 1889: Steadfast (archive.org).
- 188?: Deacon’s week (archive.org).
- 1891: Huckleberries (archive.org).